# Національна дорога 15 (Польща)
Національна дорога 15 — національна дорога класу G та класу GP протяжністю 374 км, що сполучає Тшебніцу з Острудою. Проходить через наступні воєводства: Нижньошльонське, Великопольське, Куявсько-Поморське та Вармінсько-Мазурське. На ділянці Тшебніца — Гнєзно це може бути альтернативою національній дорозі 5 в обхід Познані. Вона продовжується через сільськогосподарські угіддя Куяви, потім Хелмно і, нарешті, Мазури. У Вжесьні вона перетинає автомагістраль A2 (виїзд через дорогу № 92, що перетинає цю область).

## Клас дороги
На ділянці Тшебніца — Яроцин — Вжешня — Гнєзно дорога має параметри класу G та параметри класу GP на подальшому шляху від Гнєзно через Іновроцлав, Торунь до Оструди.

## Міста на маршруті 15
- Тшебниця (швидкісна дорога S5)
- Мілич
- Здуни — планова об'їзна (2022—2025)
- Кротошин (національна дорога 36) — планована кільцева дорога (2022—2025)
- Козьмін-Великопольський — запланована кільцева дорога (2020—2022[2])
- Яроцин (національна дорога 11, 12 — об'їзд частково в межах S11
- Мілослав
- Вжесьня (дорога А2, 92) — східна об'їзна дорога[3][4], з 1 січня 2022 року по DK15[5]
- Гнезно — кільцева дорога
- Тшемешно — кільцева дорога
- Стшельно (національна дорога № 25, 62)
- Іновроцлав (національна дорога 25) — кільцева дорога
- Ґневково
- Торунь (дорога A1, 80, 91)
- Ковалево-Поморське
- Бродниця — кільцева дорога[6]
- Нове-Място-Любавське — кільцева дорога[7][8].
- Любава
- Орново (національна дорога № 16)